# Sarcomella
Sarcomella is een geslacht van sponsdieren uit de klasse van de Demospongiae (gewone sponzen).

## Soort
- Sarcomella medusa Schmidt, 1868